# Фор-Майл-Роуд (Аляска)
Фор-Майл-Роуд (англ. Four Mile Road) — статистически обособленная местность в зоне переписи населения Юкон-Коюкук, штат Аляска, США.

## География
По данным Бюро переписи населения США площадь населённого пункта составляет 2,4 км², из них суша составляет 2,3 км², а водные поверхности — 0,1 км².

## Население
По данным переписи 2000 года население статистически обособленной местности составляло 38 человек. Расовый состав: коренные американцы — 26,32 %; белые — 73,68 %. Доля лиц в возрасте младше 18 лет — 31,6 %; лиц старше 65 лет — 5,3 %. Средний возраст населения — 30 лет. На каждые 100 женщин приходится 130 мужчин; на каждые 111,1 женщин в возрасте старше 18 лет — 136,4 мужчин.
Из 16 домашних хозяйств в 31,3 % — воспитывали детей в возрасте до 18 лет, 50 % представляли собой совместно проживающие супружеские пары, 6,3 % — женщины без мужей, 37,5 % не имели семьи. 37,5 % от общего числа хозяйств на момент переписи жили самостоятельно, при этом 0 % составили одинокие пожилые люди в возрасте 65 лет и старше. В среднем домашнее хозяйство ведут 2,38 человек, а средний размер семьи — 3,20 человек.
Средний доход на совместное хозяйство — $53 125; средний доход на семью — $66 250.